# Bertrand Arthuys
 (juillet 2025).
Pour les articles homonymes, voir Arthuys.
Bertrand Arthuys (10 mai 1958 à Neuilly-sur-Seine) est un réalisateur et auteur français.

## Filmographie

### En tant que réalisateur
- 1990 : Tom et Lola (long métrage, sélection officielle du Festival d'Avoriaz)
- 1993 : La Mal Aimée  (téléfilm)
- 1996 : Mars ou la Terre (téléfilm)
- 1998 : Tous ensemble (téléfilm, sélection des Rencontres Internationales de Reims 1999)
- 1999-2000 : Lyon police spéciale (série télévisée, six épisodes)
- 2001 : Le Grand Magasin (série télévisée, deux épisodes, sélection officielle du Festival de la fiction TV de Saint-Tropez 2001 et du Festival Tout Écran de Genève 2001)
- 2003 : La Vie érotique de la grenouille (téléfilm)
- 2005 : La Belle et le Sauvage (téléfilm)
- 2006 : La Tempête (téléfilm)
- 2006-2007 : Les Jurés (série télévisée, six épisodes)
- 2010 : Le Pain du diable (téléfilm)
- 2009-2010 : Famille d'accueil (série télévisée, 8 épisodes)
- 2012-2020 : Caïn (série télévisée, 24 épisodes, Grand prix au festival de Luchon 2012)

### En tant que scénariste
- 1987-1988 : Tom et Lola (long métrage)
- 1990-1991 : Belle en diable (long métrage)
- 1992 : La Mal Aimée
- 1996 : Les coquelicots sont revenus, (téléfilm) de Richard Bohringer
- 1997-1998 : Chasseur d'écumes (série télévisée, 3 épisodes) de Denys Granier-Deferre
- 1997 : Tous ensemble
- 1998 : Le Temps perdu (sélection du Festival de Luchon 2000)
- 1999-2000 : Le Grand Magasin
- 2003 : La Vie érotique de la grenouille
- 2005 : Sans portes ni fenêtres
- 2010-2020 : Caïn (série télévisée)

### En tant qu'assistant réalisateur
- 1976 : Le Point de mire de Jean-Claude Tramont
- 1978 : Retour à Marseille de René Allio
- 1979 : Buffet froid de Bertrand Blier
- 1981 : Beau-père de Bertrand Blier
- 1981 : Ils appellent ça un accident de Nathalie Delon
- 1982 : Tout le monde peut se tromper de Jean Couturier
- 1982 : Le Corbillard de Jules de Serge Penard
- 1982 : Que les gros salaires lèvent le doigt ! de Denys Granier-Deferre
- 1983 : La Femme de mon pote de Bertrand Blier
- 1983 : Réveillon chez Bob de Denys Granier-Deferre
- 1984 : Notre histoire de Bertrand Blier
- 1985 : Police de Maurice Pialat
- 1986 : Tenue de soirée de Bertrand Blier
- 1988 : Le Château du pendu (téléfilm) de Christian de Chalonge